# Canon de 155 mm L modèle 1877
Die Canon de 155 mm L modèle 1877 war eine Hinterladerkanone des Systems „de Bange“ des 19. Jahrhunderts mit gezogenem Rohr, die als schweres Feldgeschütz im Kaliber 155 mm konzipiert war.
Es ersetzte die Kanonen der Systeme Reffye (1870) sowie Lahitolle (1875).

## Konzept
Sein Entwickler Charles Valérand Ragon de Bange war ein Polytechniker, Colonel der Artillerie und Direktor des „Atelier-de-précision“ des „Dépôt central“ in Paris.
Das System hatte als erstes eine gasdichte Liderung in Form eines Schraubenverschlusses, der so bis heute verwendet wird. Der Verschluss erlaubte eine ungleich bessere Ausschöpfung der Verbrennungsgase beim Abschuss als es bis dahin möglich gewesen war. Die bisherigen Verschlusssysteme krankten daran, dass aus dem Verschluss Gase und Flammen austraten, was nicht nur die Kanoniere gefährdete, sondern auch zu einem erheblichen Leistungsverlust führte. Das Rohr war in einer Blocklafette starr gelagert. Durch den fehlenden Rohrrücklauf war präzises Feuern (z. B. auf Punktziele) nur möglich, indem das Geschütz nach jedem Schuss erneut ausgerichtet wurde. Zu Beginn des Ersten Weltkriegs behalf die französische Artillerie sich, in dem man die Kanone auf schweren Holz-Betonbettungen, die mit einer Brems- und Vorholvorrichtung System Filloux versehen waren und das komplette Geschütz aufnahmen, ausstattete. Die dadurch bedingte Immobilität spielte unter den Umständen des Stellungskriegs nur eine untergeordnete Rolle. Dieses Manko konnte erst mit der Einführung des modifizierten Nachfolgemodells Canon de 155 modèle 1877/1914 behoben werden.

## Weitere Geschütze mit dem Verschluss des Systems de Bange
- Canon de 80 modèle 1877: 80-mm-Gebirgsgeschütz
- Canon de 90 mm modèle 1877: 90-mm-Feldgeschütz (1878)
- Canon de 120 mm L modèle 1878: 120-mm-Belagerungsgeschütz
- Canon de 155 mm court modèle 1881: 155-mm-Belagerungshaubitze
- Mortier de Bange de 220: 220-mm-Belagerungsmörser (1880)
- Canon de Bange de 240: 240-mm-Küsten- und Belagerungsgeschütz (1884)
- Mortier de 270 modèle 1885: 270-mm-Küsten- und Belagerungsmörser
- Mortier de 270 modèle 1889: 270-mm-Küsten- und Belagerungsmörser

Noch während des Ersten Weltkriegs waren 1.400 dieser Geschütze im Einsatz. Sie wurden außerdem noch im Spanischen Bürgerkrieg, dem Polnisch-Sowjetischen Krieg und im Zweiten Weltkrieg verwendet.